# Dave Walker
 Dave Walker  va ser un pilot de curses automobilístiques australià que va arribar a disputar curses de Fórmula 1.
Va néixer el 10 de juny del 1941 a Sydney, Nova Gal·les del Sud, Austràlia.

## A la F1
Dave Walker va debutar a la quarta cursa de la temporada 1971 (la 22a temporada de la història) del campionat del món de la Fórmula 1, disputant el 20 de juny del 1971 el GP dels Països Baixos al circuit de Zandvoort.
Va participar en un total d'onze curses puntuables pel campionat de la F1, disputades en dues temporades consecutives (1971 i 1972) aconseguint un novè lloc com a millor classificació en una cursa i no assolí cap punt pel campionat del món de pilots.

## Resultats a la Fórmula 1
| Any  | Equip                  | Xassís | Motor           | 1       | 2      | 3     | 4       | 5      | 6      | 7       | 8       | 9       | 10  | 11  | 12      | Posició | Punts |
| ---- | ---------------------- | ------ | --------------- | ------- | ------ | ----- | ------- | ------ | ------ | ------- | ------- | ------- | --- | --- | ------- | ------- | ----- |
| 1971 | Gold Leaf Team Lotus   | Lotus  | Pratt & Whitney | SUD     | ESP    | MON   | HOL Ret | FRA    | GBR    | ALE     | AUT     | ITA     | CAN | USA |         | -       | 0     |
| 1972 | John Player Team Lotus | Lotus  | Cosworth        | ARG DSQ | SUD 10 | ESP 9 | MON 14  | BEL 14 | FRA 18 | GBR Ret | ALE Ret | AUT Ret | ITA | CAN | USA Ret | -       | 0     |

### Resum
| Curses: | Victòries: | Pòdiums: | Poles: | Voltes ràpides: | Punts: |
| ------- | ---------- | -------- | ------ | --------------- | ------ |
| 11      | 0          | 0        | 0      | 0               | 0      |